# Judit López Faget

Judit López Faget vota en Mar del Plata (década del 60)

Judit López Faget (Mar del Plata, Argentina, 1917-1989), abogada, primera parlamentaria socialista (mujer) del continente americano (1958) cuando fue elegida diputada provincial de la Provincia de Buenos Aires por el Partido Socialista (PSD - Partido Socialista Democrático) por la 5° sección electoral; fue varias veces diputada provincial y concejal en Mar del Plata (1973-1976).
- Datos: Q20016334